# Styggtjärnen (Hede socken, Härjedalen)
Styggtjärnen är en sjö i Härjedalens kommun i Härjedalen och ingår i Ljusnans huvudavrinningsområde. Sjön har en area på 0,056 kvadratkilometer och ligger 492,3 meter över havet.

## Delavrinningsområde
Styggtjärnen ingår i det delavrinningsområde (691411-138657) som SMHI kallar för Ovan Vägabäcken. Medelhöjden är 654 meter över havet och ytan är 58,75 kvadratkilometer. Det finns inga avrinningsområden uppströms utan avrinningsområdet är högsta punkten. Valmen som avvattnar avrinningsområdet har biflödesordning 3, vilket innebär att vattnet flödar genom totalt 3 vattendrag innan det når havet efter 299 kilometer. Avrinningsområdet består mestadels av skog (85 procent). Avrinningsområdet har 0,06 kvadratkilometer vattenytor vilket ger det en sjöprocent på 0,1 procent.